# Wickerhamia fluorescens
Wickerhamia fluorescens är en svampart som först beskrevs av Soneda, och fick sitt nu gällande namn av Soneda 1960. Wickerhamia fluorescens ingår i släktet Wickerhamia, ordningen Saccharomycetales, klassen Saccharomycetes, divisionen sporsäcksvampar och riket svampar.   Inga underarter finns listade i Catalogue of Life.